# میروسلاو سرار
میروسلاو سرار (انگلیسی: Miroslav Cerar) (زاده ۲۸ اکتبر ۱۹۳۹ - لیوبلیانا) ژیمناست اهل کشور یوگسلاوی و اسلوونی بوده است.
از افتخارات وی می‌توان به کسب مدال طلا ژیمناستیک در رشته خرک حلقه در بازی‌های المپیک تابستانی ۱۹۶۴ و ۱۹۶۸ و کسب مدال برنز در رشته بارفیکس در بازی‌های المپیک تابستانی ۱۹۶۴ اشاره کرد.